# Rathaus Görlitz

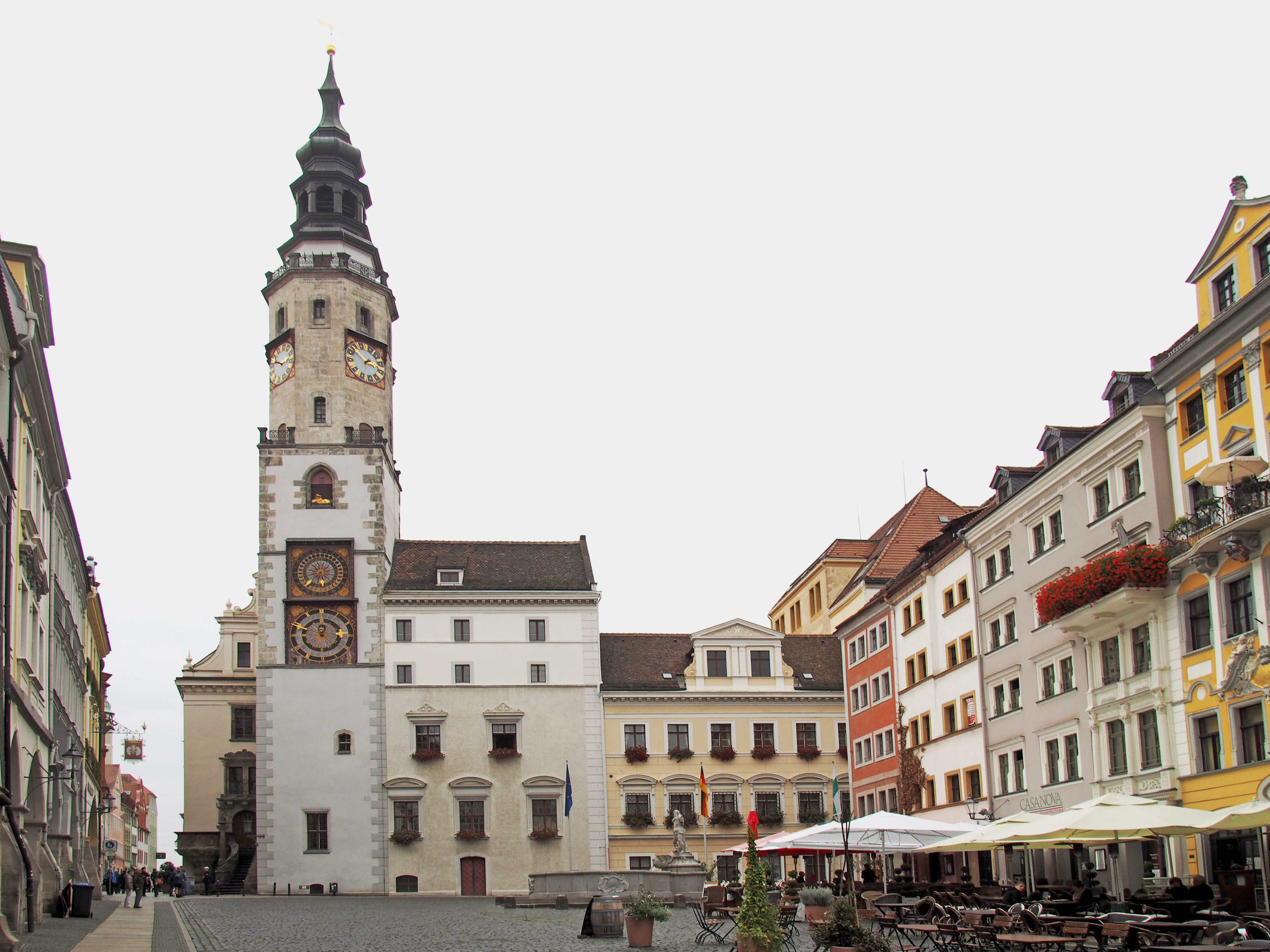
Altes Rathaus, um 14:50 vom südlichen Untermarkt: Nr. 7 mit Lukarne, Nr. 6 mit Uhrturm, links davon die Rathaustreppe

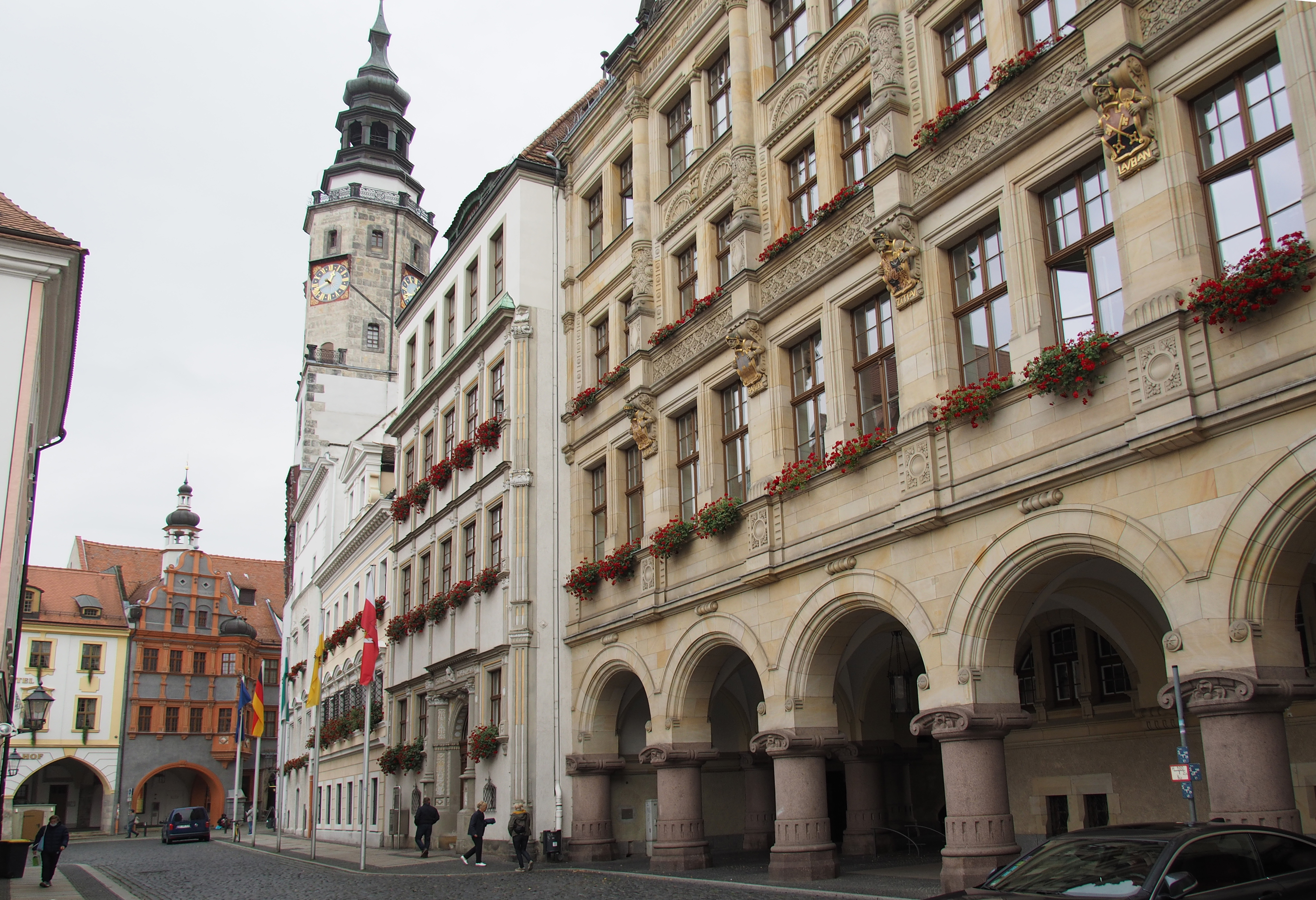
Komplette Vorderansicht des Görlitzer Rathauses: vorn rechts das Neue Rathaus von 1903, dann Untermarkt Nr. 8, Nr. 7 und – im Kern mittelalterlich – Nr. 6

Das Rathaus der Stadt Görlitz ist seit etwa 1350 Ort der städtischen Verwaltung, Macht und Gerichtsbarkeit; im Jahr 1369 ist es durch eine Urkunde des Görlitzer Rats erstmals als Rathaus belegt. Seine prachtvolle Innenausstattung geht in die Renaissancezeit zurück. Es besteht aus mehreren zusammenhängenden Bauten am Untermarkt 6–8 und ist heute Sitz mehrerer Ämter.
Der Rathausturm wurde Anfang des 16. Jahrhunderts aufgestockt und mit einer Uhr versehen, Wendel Roskopf der Ältere brachte zwischen 1537 und 1538 die noch heute bestehende Verkündungskanzel neben der Rathaustreppe an. 1591 wurde diese mit dem Standbild der Justitia ergänzt als Zeichen der hohen Gerichtsbarkeit des Rates.
Das Wappenrelief des Königs Matthias von Ungarn und Böhmen weist auf die Landeszugehörigkeit der Oberlausitz hin. Der 1903 im Stil der Neorenaissance fertiggestellte Erweiterungsbau nach Entwürfen des Architekten Jürgen Kröger ist mit den Wappen der Mitgliedsstädte des Oberlausitzer Sechsstädtebundes geschmückt.

## Entstehung und erste Erwähnung
1303 erhielt die Stadt Görlitz das Magdeburger Stadtrecht und man begann mit der Planung eines Verwaltungsbaus. Während der Bau- und Planungsphase war ein hölzerner Vorgängerbau Sitz der Verwaltung. Mangels Platz verzichtete man auf einen kompletten Neubau und entschied sich stattdessen 1350 für den Kauf eines bereits existierenden Gebäudes im Südwesten des Untermarktes.
1369 wurde das Rathaus das erste Mal in einem Bericht des Görlitzer Rates an Kaiser Karl IV. erwähnt, als ein Handwerkeraufstand vom 1. November geschildert wurde.

„Do besapten si sich noch stercker und kommen vor das Rathaus…“

## Architektur
Das Rathaus weist Baustile vieler Epochen auf. Innen- wie auch Außenbereiche wurden mehrfach über die Jahre verändert oder mussten zeitgemäßeren Bauten weichen.

### Außengestalt

#### Untermarkt 6
Der Untermarkt 6 ist der älteste Teil des Gebäudes. Der Bau besteht aus dem unteren Teil des heutigen Rathausturms und dem nördlich angrenzenden Gebäude. Ursprünglich handelte es sich bei dem Gebäude um das Wohnhaus eines böhmischen Dienstmannes, das in die vorgotische Zeit zurück reicht.
Die Fassade war größtenteils unverputzt. So konnte man die sorgfältig gearbeiteten Sichtfugen des Ziegelbaus begutachten.
Im zweiten Obergeschoss dieses Gebäudes befanden sich zwei große Spitzbogenöffnungen. Diese stammen aus der Gotik und lassen sich auf alten Zeichnungen wieder finden. In dieser Etage lag die so genannte Königsstube. Sie diente als Amtssitz des Bürgermeisters und war auf Grund der hohen Lage auch von außen als dieses zu erkennen. Die beiden darüberliegenden Etagen haben eine deutlich niedrigere Wandhöhe.
Zu Beginn des 16. Jahrhunderts wurde das Gebäude aufgestockt. Der Umbau war gotisch gehalten. Die Blendnische am nördlichen Giebel stammt aus dieser Zeit. Im 19. Jahrhundert erfolgten weitere Umbaumaßnahmen, die die Fensterhöhen der Obergeschosse axial anglichen.
Durch die Stadtansicht von Metzker-Scharffenbergk lässt sich ein mit Schwalbenschwanzzinnen besetzter Eingangsbau nachweisen. Im Zuge des Barockumbaus musste dieser weichen. 1842 wurde auch dieser beseitigt.
Seitdem war auch der städtische Weinkeller öffentlich zugänglich, der zu jener Zeit in diesem Teil des Gebäudes untergebracht war. Zu ihm hatten allerdings nur die privilegierteren Bürger der Stadt Zugang.
Um 1870 begannen die Arbeiten an einer einheitlichen Fassade, welche im Stil der Neorenaissance gehalten waren. Die heute noch bestehenden Fensterumkrönungen gehen auf diese Maßnahme zurück.
Im Jahr 1900 wurde der glatte Putz durch Spritzbewurf ersetzt. Dieser war die Grundlage der heutigen Fassadenstruktur.

#### Rathausturm

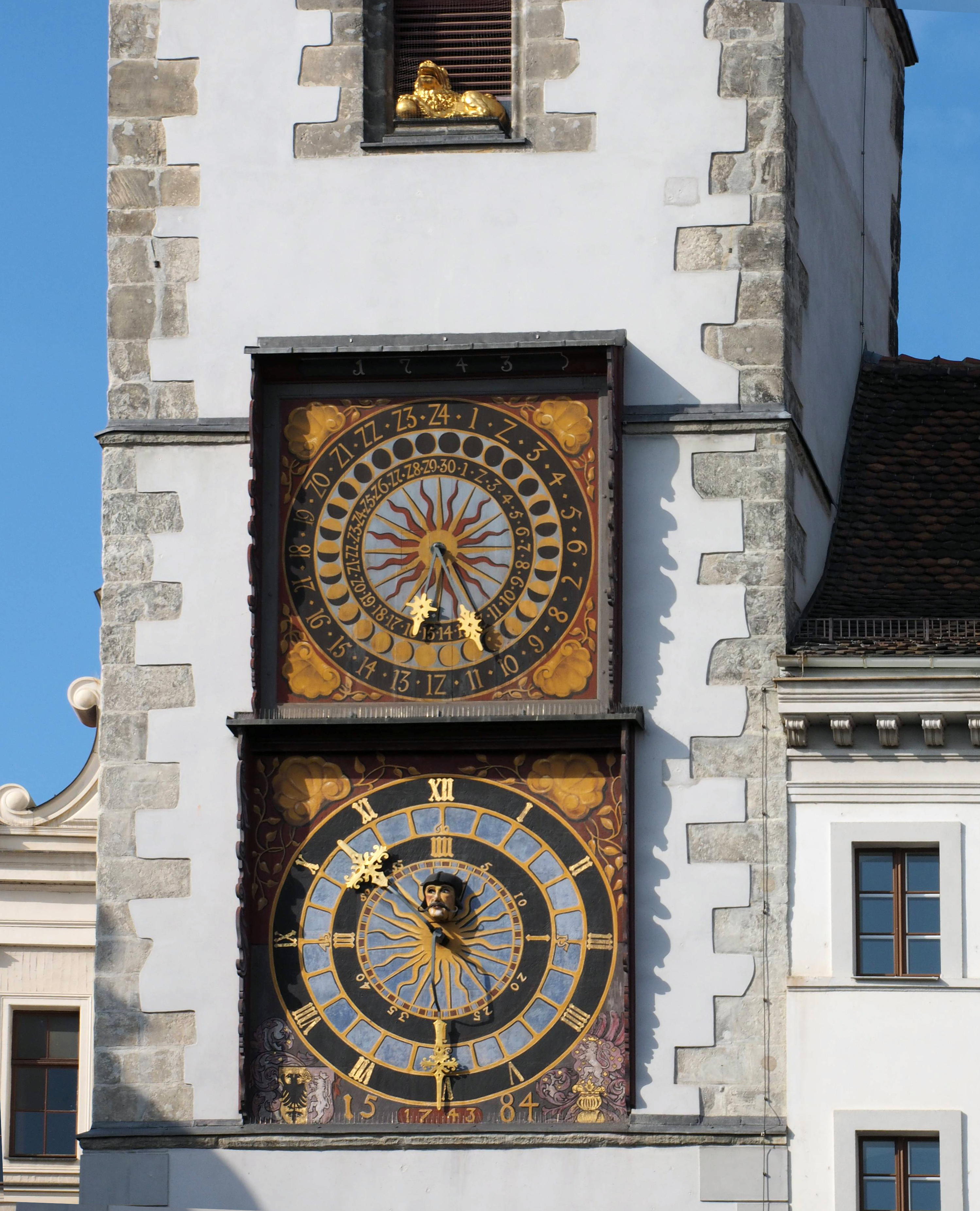
Böhmischer Löwe und Uhren um 10:30

Das sogenannte Türmchen wurde bereits 1378 erstmals erwähnt. Anfang des 16. Jahrhunderts, in den Jahren 1511 bis 1516, wurde der Turm um 60 Meter erhöht. Der damalige Stadtwerkmeister Albrecht Stieglitzer begründete die Erweiterung mit der besseren Übersicht und dem besseren Schutz der Stadt. Die neuen Obergeschosse waren in achteckig, das oberste von einem Balkon mit Brüstung umgeben.
1524 bekam der Turm eine Uhr. Die heutige Uhr wurde 1584 von Bartholomäus Scultetus geschaffen, aber 1742 durch einen Blitzschlag beschädigt und 1743 erneuert, wie Inschriften auf den beiden Zifferblättern zu entnehmen ist.
Jetzt hat an der oberen Uhr der äußere Ring des Zifferblattes ist eine Einteilung in 24 Stunden, der innere Ring eine Einteilung in 30 Tage mit den Mondphasen. Dementsprechend zeigt bei dieser Uhr der längere Zeiger die Stunden an, der kürzere die Mondphasen.
Das Zifferblatt der unteren Uhr hat außen – in römischen Ziffern – die übliche Einteilung in 12 Stunden, als Innenring die Minuteneinteilung und zusätzlich in römischen Ziffern die Viertelstunden. Trotz der gegensätzlichen Platzierung der Ziffernringe zeigt hier – wie allgemein üblich – der kurze Zeiger die Stunden an und der lange Zeiger die Minuten.
Im unteren Zifferblatt ist oberhalb der Zeigerachse der Kopf eines Stadtwächters dargestellt. Der wurde der Legende nach lebendig im Turm eingemauert, da er den Stadtbrand am 30. April 1556 verschlafen hatte, bei dem das Feuer 40 Häuser in der Nikolaistraße und deren Umgebung erfasst hatte. Einmal pro Minute öffnet er die Augen, und der Stadtbrand spiegelt sich darin (orange leuchtende Augen), vor Erstaunen öffnet er dann den Mund.

Tageszeitenuhr am Rathausturm
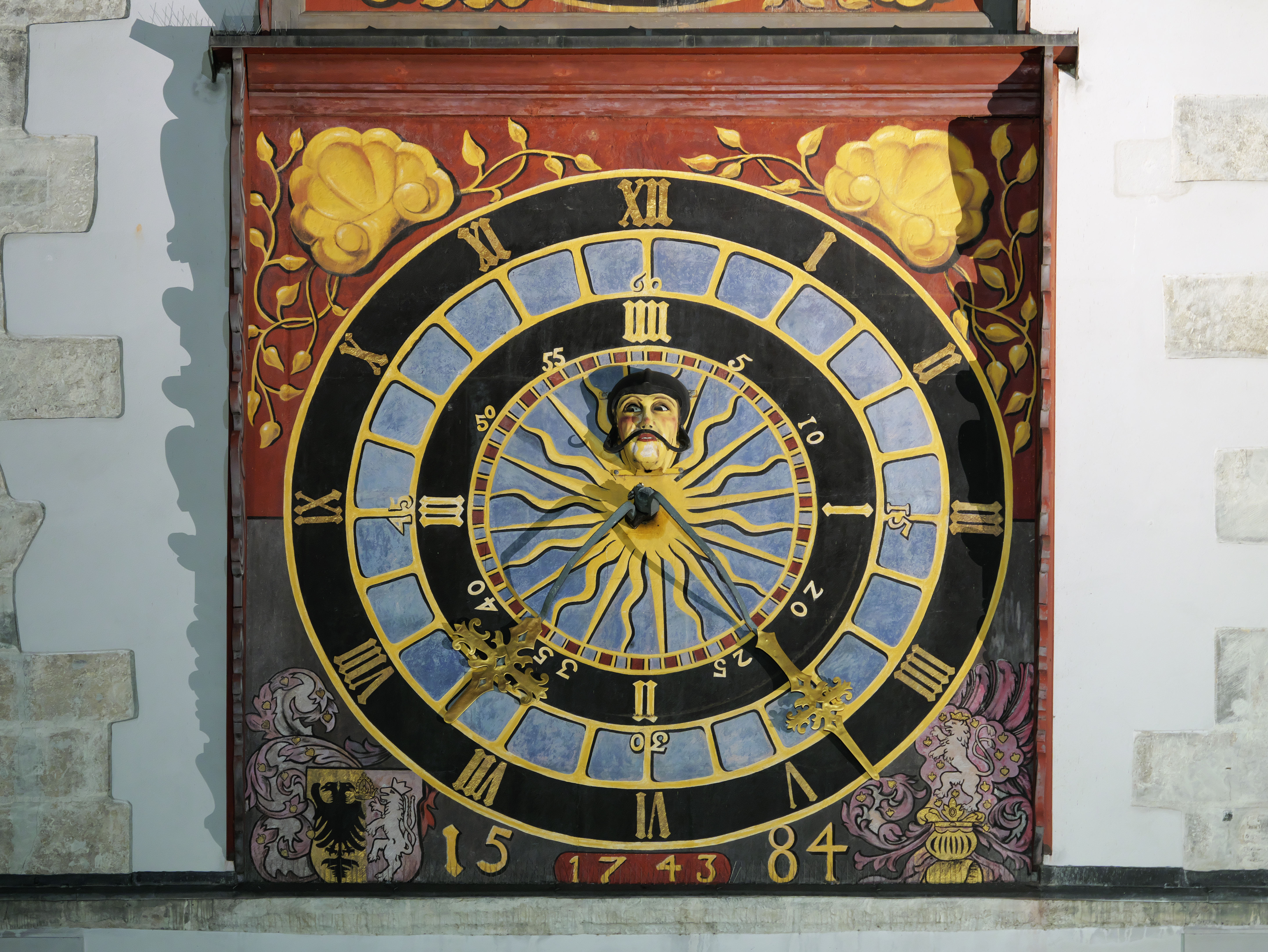
Vor dem Weiterspringen des Minutenzeigers mit geschlossenem Mund und sichtbaren Augäpfeln
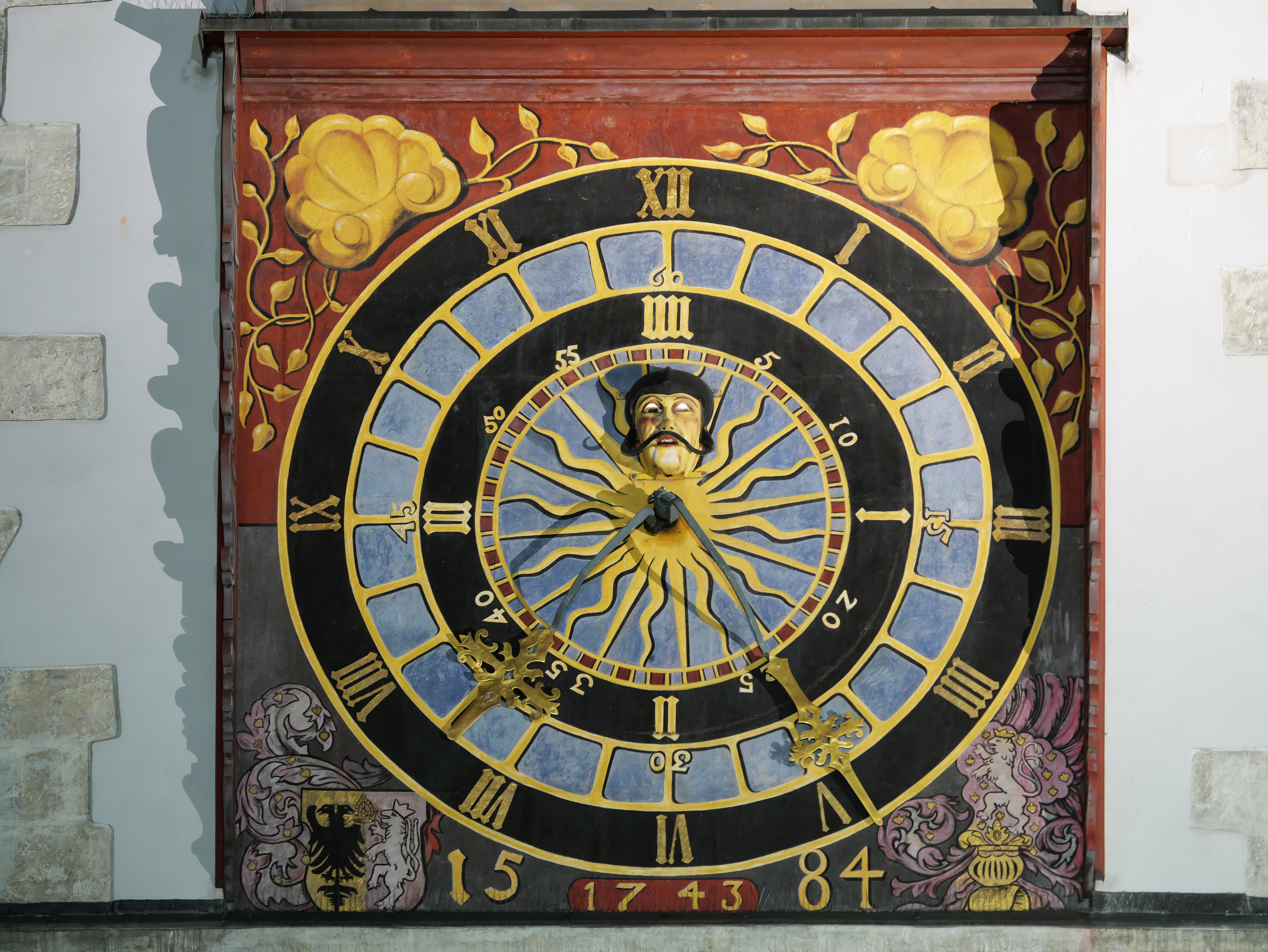
Der nach dem Weiterspringen des Minutenzeigers bei leuchtenden Augen sich öffnende Mund
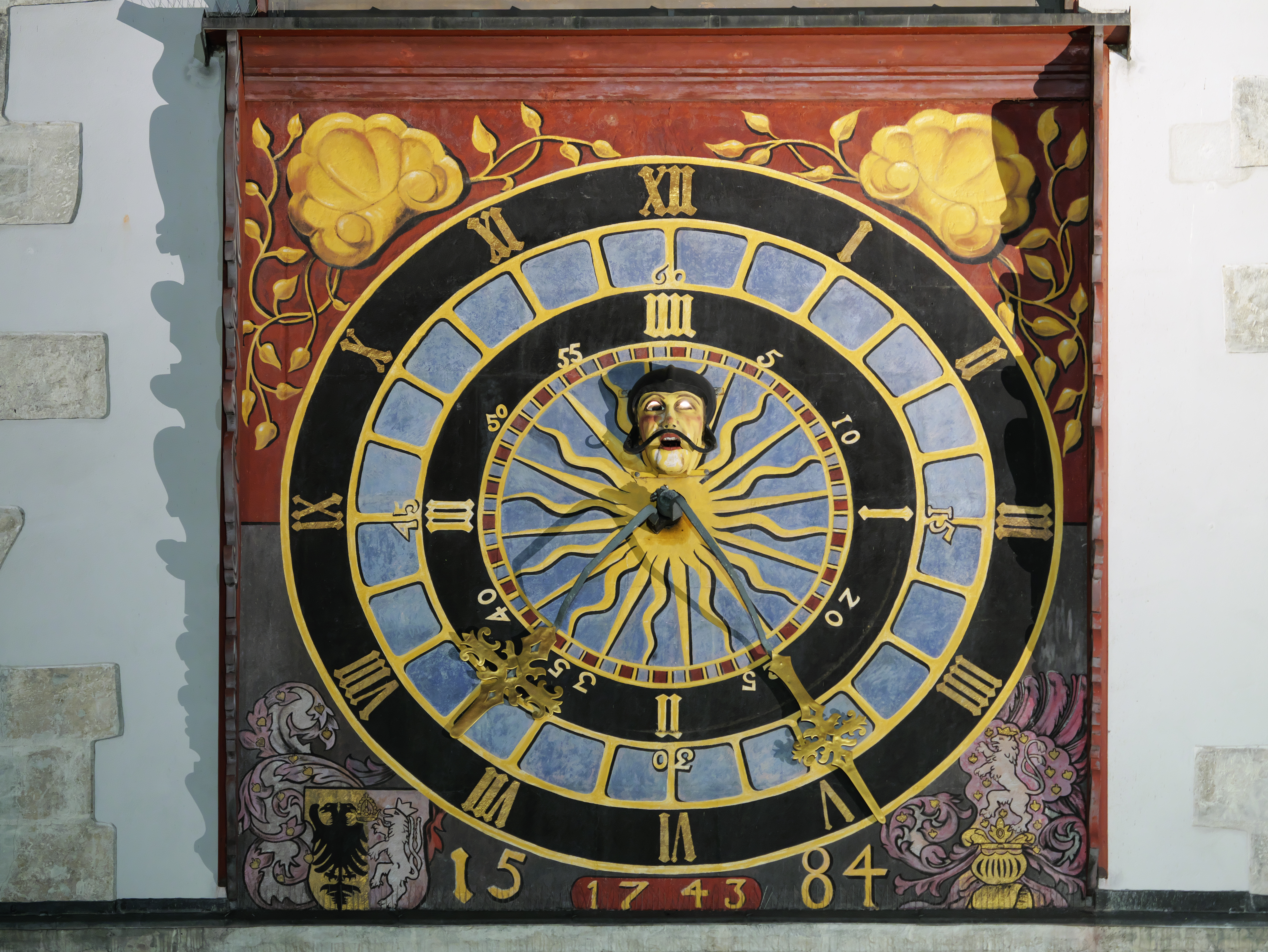
Geöffneter Mund mit leuchtenden Augen
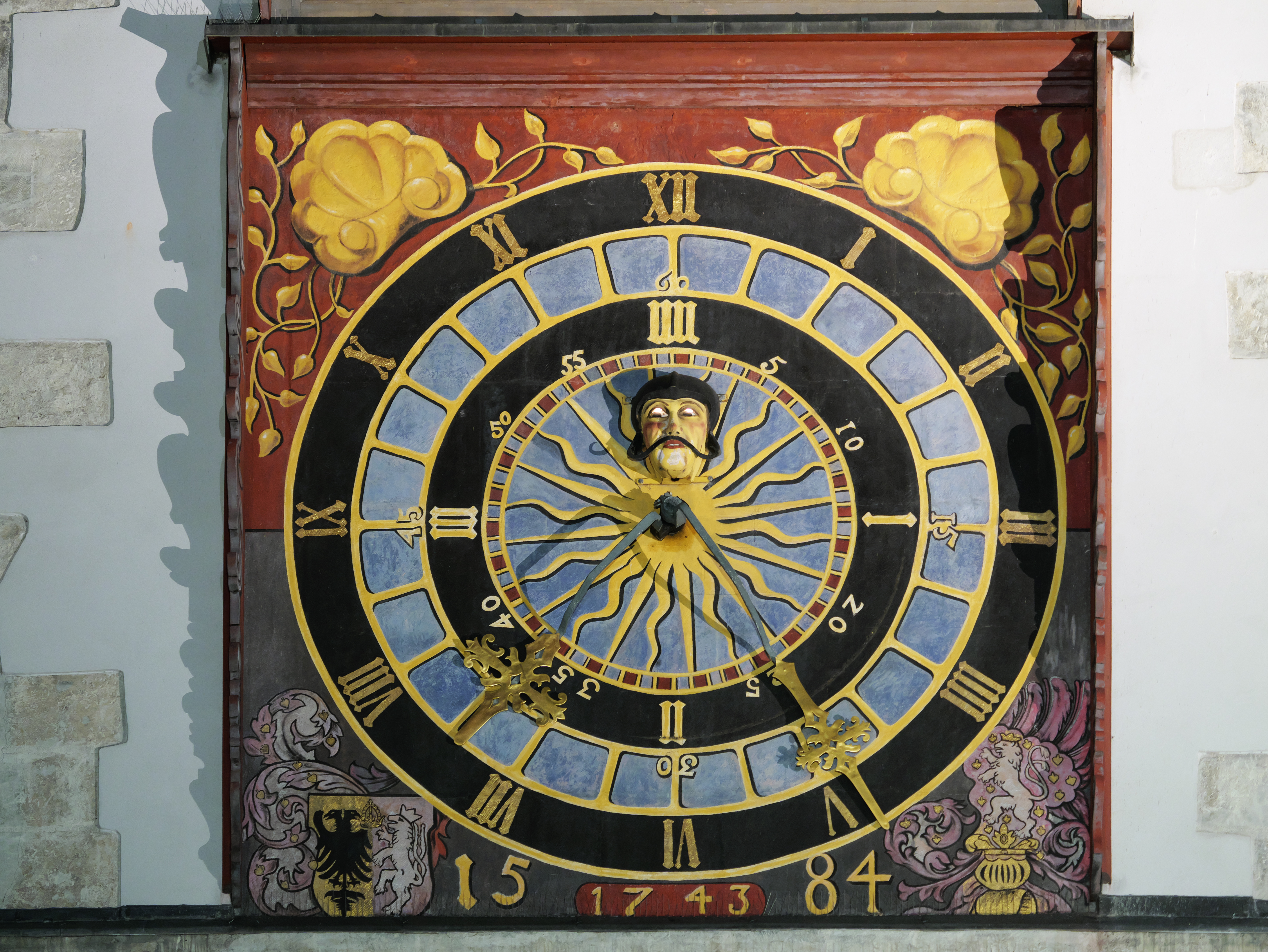
Wieder geschlossener Mund mit leuchtenden Augen
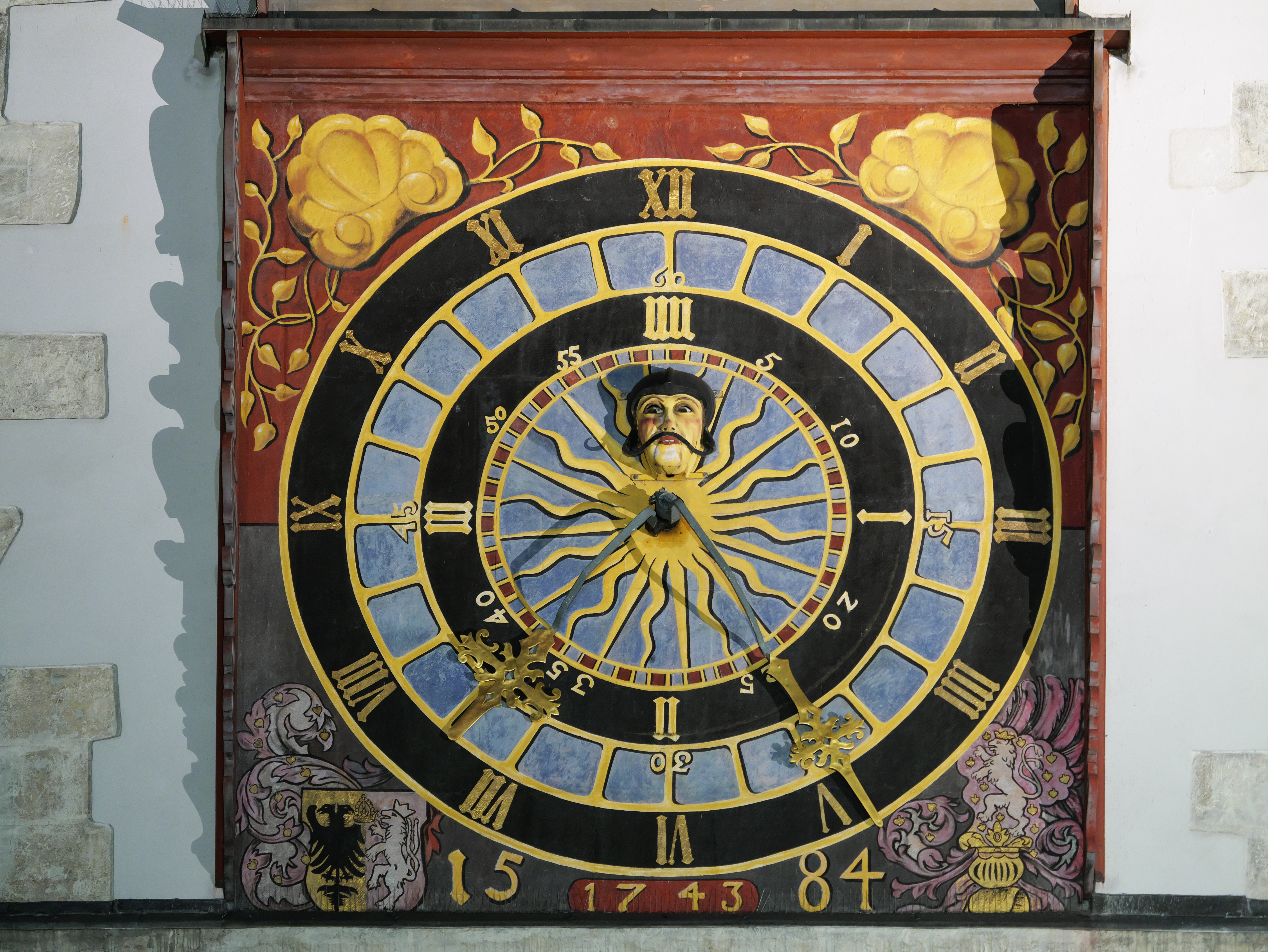
Wieder mit geschlossenem Mund und sichtbaren Augäpfeln

Ein böhmischer Löwe, der sich oberhalb der Uhren in einer gotischen Öffnung befindet, sollte im Mittelalter um Mitternacht mit Hilfe eines Orgelwerks durch sein kräftiges Brüllen Diebe verscheuchen. Er wurde 1564 erstmals urkundlich erwähnt.
Mit den Uhren bekam der Turm auch zwei Glocken, die allerdings 1917 zu Kriegszwecken eingeschmolzen worden sind. Ein Gipsabguss der Größeren ist bis heute erhalten und befindet sich im Erker des Rathauses.
Der Turm war außerdem Zugang zur Königsstube. Darauf geht das aufwändig gestaltete spätgotische Portal zurück. Darüber befindet sich das Wappen des damaligen ungarischen Königs Matthias Corvinus, der zu dieser Zeit Landesherr von Görlitz war.
Görlitz wandte sich vom Ketzerkönig Georg Podjebrad ab und hielt zum neuen Herrscher beim Streit um die böhmische Krone. Das Wappen stellt aus bildhauerischer Sicht eine besondere Leistung dar, da die beiden Flankenfiguren besonders feingliedrig und in tänzelnder Haltung gestaltet sind.
Der Rathausturm kann heute als Aussichtsturm bestiegen werden und bietet einen der besten Ausblicke auf Görlitz.

#### Rathaustreppe

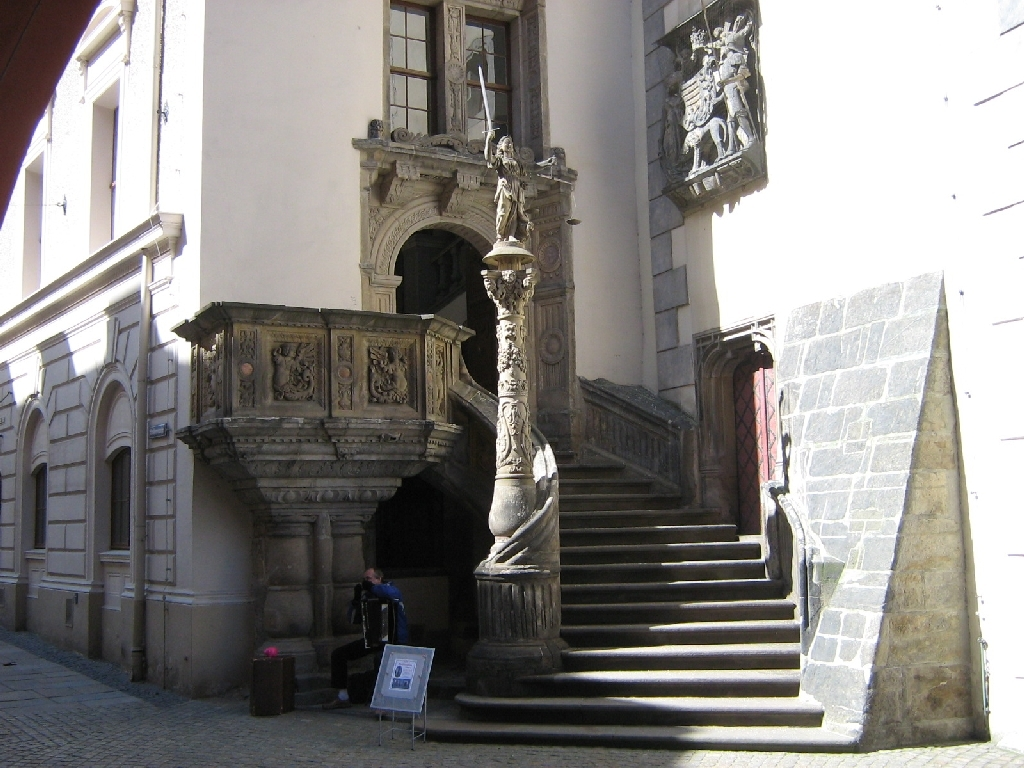
Rathaustreppe, links Verkündigungskanzel, rechts oben Wappen Matthias Corvinus’

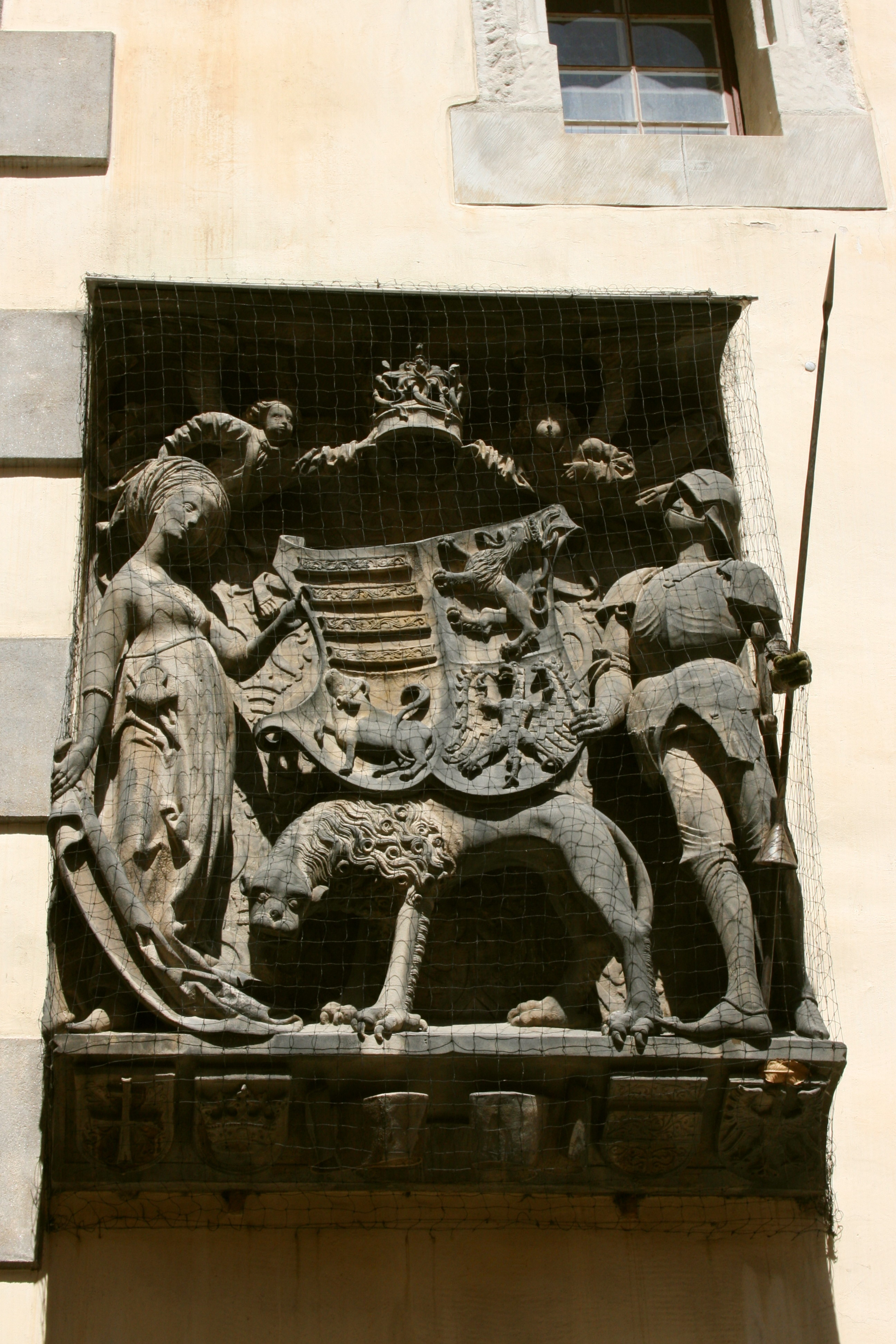
Corvinus-Wappen

Die 1537 vermutlich von Wendel Roskopf erbaute Rathaustreppe gilt als Meisterwerk der Frührenaissance. Die geschwungene Treppe liegt an der Südseite des Uhrturms und führt hinauf zum Portal an der Schmalseite des Gerichtsflügels und der zur selben Zeit entstandenen Verkündungskanzel. Die ruht seitlich der Treppe auf einem Säulenpaar mit eingeschnürtem Schaft. Der Bildhauer Andreas Walther I verzierte die Treppe mit teils zeittypischen Darstellungen wie Eva im Sündenfall oder die mythologischen Sirenen, teils mit extravaganten Einfällen wie die Putten an der Außenseite der Treppenbrüstung, die Treppe als Rutschbahn nutzen.
1950 wurden die Originale der Reliefplatten durch Kopien ersetzt. Geschützt vor der Witterung, kann man diese nun im Inneren des Gebäudes besichtigen. Das für diese Zeit typische Rahmengewändeportal stammt ebenfalls von Wendel Roskopf. Variiert eingesetzte Medaillons sowie Puttenköpfe sind nur zwei von vielen reichen Verzierungen, die das Portal schmücken.
1591 wurde die Kanzel durch das Bildnis der Justitia an der Kanzel ergänzt. Im Gegensatz zur gewöhnlichen Darstellung mit Richtschwert, Waage und Augenbinde fehlt bei dieser Skulptur letzteres. Damit sollte nicht die Görlitzer Rechtsprechung kritisiert werden; viel mehr sollte zum Ausdruck gebracht werden, dass ihr Blick und ihr Urteil ungetrübt sei. Das aktuelle Bildnis ist allerdings nur eine Kopie des Originals, das im Zweiten Weltkrieg jenseits der Neiße ausgelagert war und nach Kriegsende nicht zurückkehrte.
Für frisch verheiratete Paare ist die Rathaustreppe ein beliebter Ort für Hochzeitsfotos.

#### Gerichtsflügel
Der Gerichtsflügel ist einer der ältesten Teile des Rathauses. Er schließt östlich an den Teil Untermarkt Nr. 6 (mit dem Uhrturm) an und steht an der Brüderstraße (Adresse: Brüderstraße 7). Zu Beginn des 15. Jahrhunderts wurde mit dem Bau begonnen. Bis er seine heute bekannte Form bekam, vergingen rund 200 Jahre.
Nach mehreren Umbauten, veränderte sich auch das Erscheinungsbild des Flügels. Heute erstrahlt es im Stil der Neorenaissance. Auf Zeichnungen des späten 18. Jahrhunderts kann man allerdings den alten gotischen Zustand sehen. Im 19. Jahrhundert wurde der Bau stark vereinfacht. Aus dieser Zeit stammt der noch heute angebrachte Spritzputz.

#### Neues Rathaus

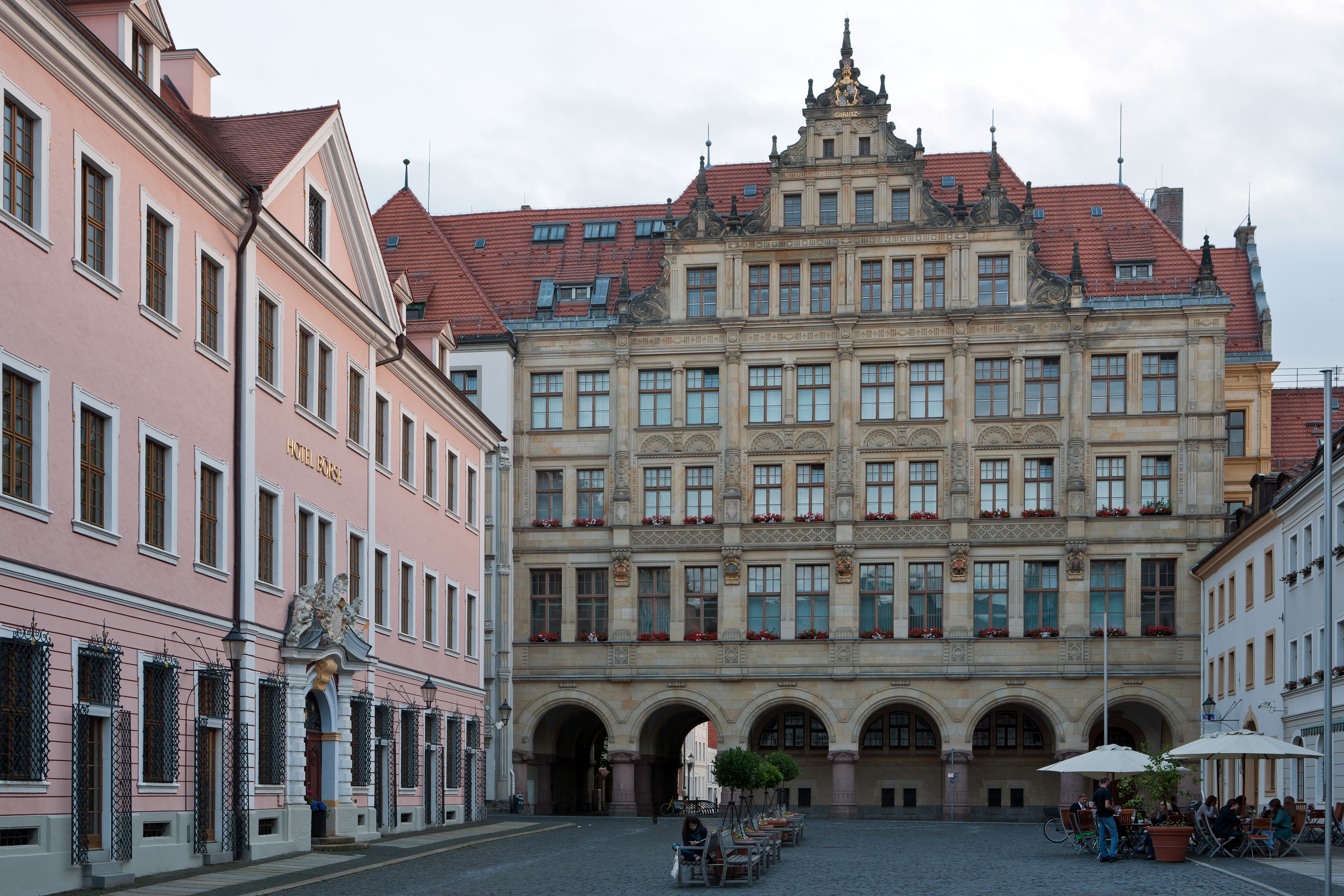
Neues Rathaus am Nordteil des Untermarktes, links das Hotel Börse

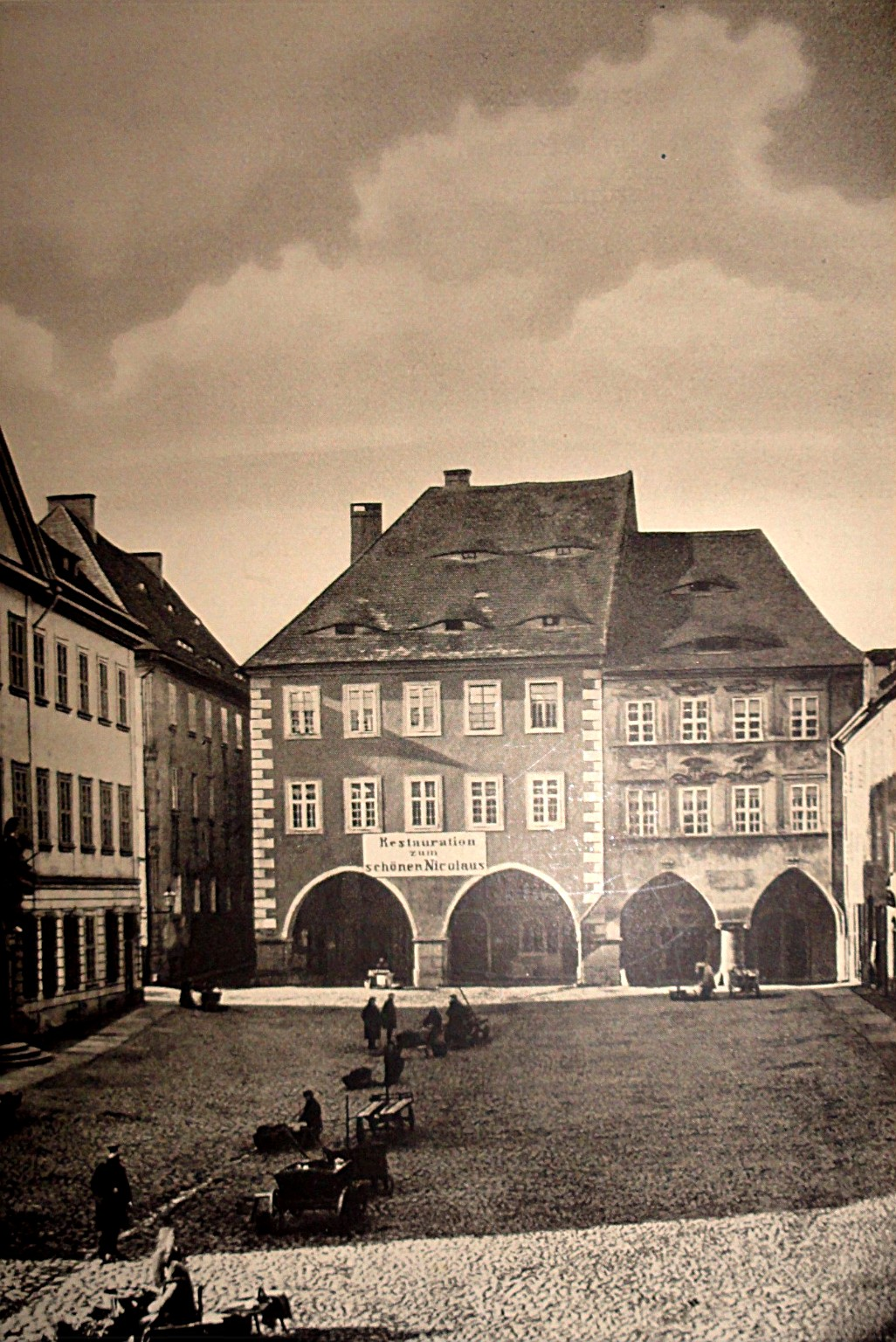
Die alten Pilzläuben um 1900 – heutiger Standort des Neuen Rathauses

Anfang des 20. Jahrhunderts hat der Rathausausbau seinen Abschluss gefunden. Der Architekt Jürgen Kröger stellte den Bau im Stil der Neorenaissance 1903 fertig. An der Ostfassade, dem nördlichen Teil des Untermarktes zugewandt, befinden sich die Wappen des Oberlausitzer Sechsstädtebundes. Jedes von ihnen wird von einem Krieger präsentiert, welcher die Last der auf ihm befindlichen Säulen hält.
Das Bauwerk stellt eine Reminiszenz an die Görlitzer Bürgerhäuser des 17. Jahrhunderts dar. Der Aufbau wirkt imposant und stellte jener Zeit den Geist der aufstrebenden Stadt zur Schau. Reichlich gestaltete Säulenelemente dominieren die vordere Fassade. Im Gegensatz zur aufwändig gestalteten Marktfront des Gebäudes, wurden Seite und die rückwärtige Fassade schlicht mit weißen Kacheln bedeckt. Insgesamt thront das Rathaus auf mehreren Barockportalen, die von den beiden Bürgerhäusern stammen, welche dem Bau weichen mussten.
Dies war die letzte bauliche Änderung am Rathaus. Die Stadtverwaltung hatte nun mehr Räume für sich und auch die Stadtsparkasse hatte ihren Sitz in den Neubau verlegt. Der Ratskeller wie auch ein Gefängnis folgten.

Wappen des Oberlausitzer Sechsstädtebundes am neuen Rathaus
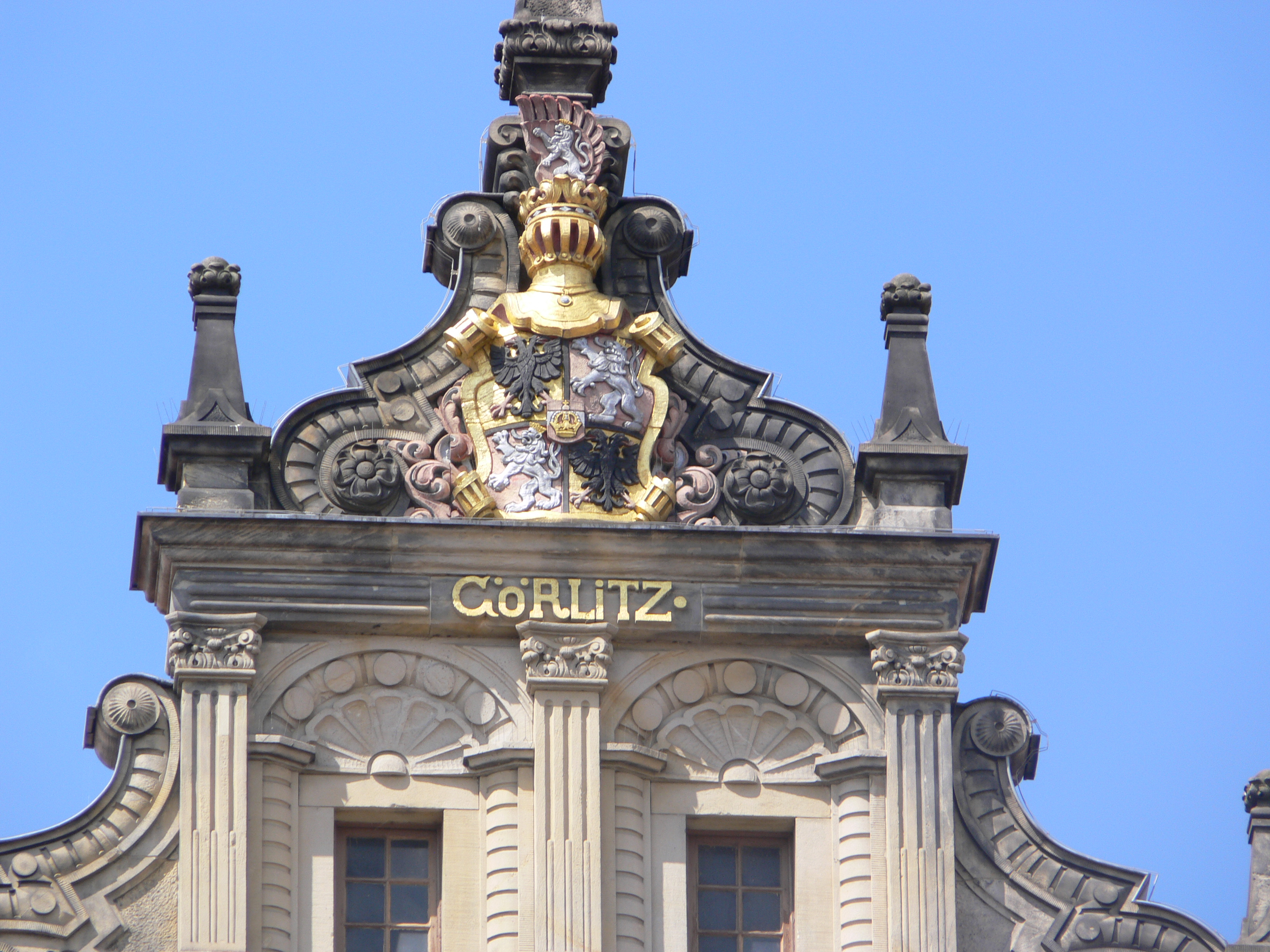
Wappen von Görlitz
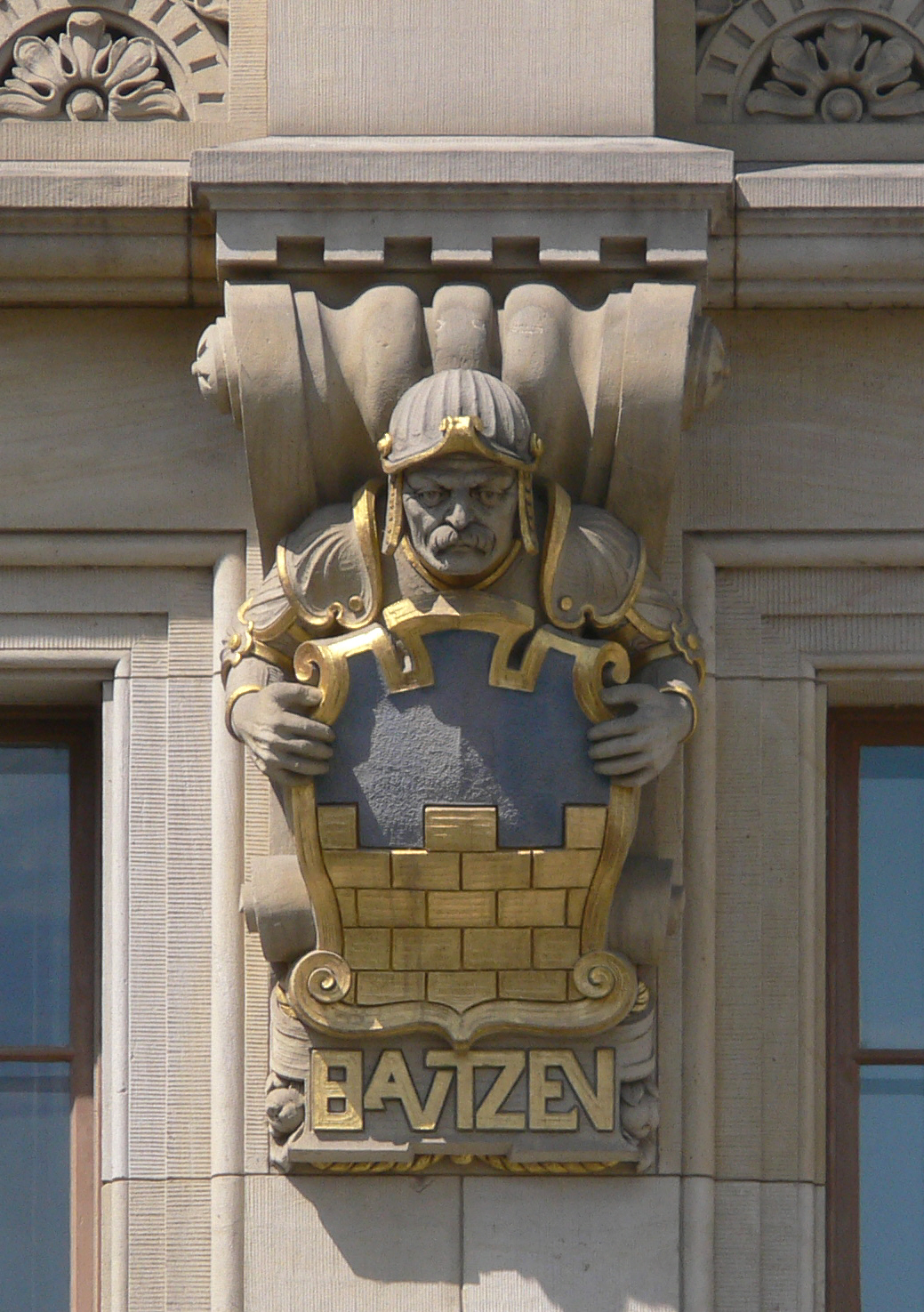
Wappen von Bautzen
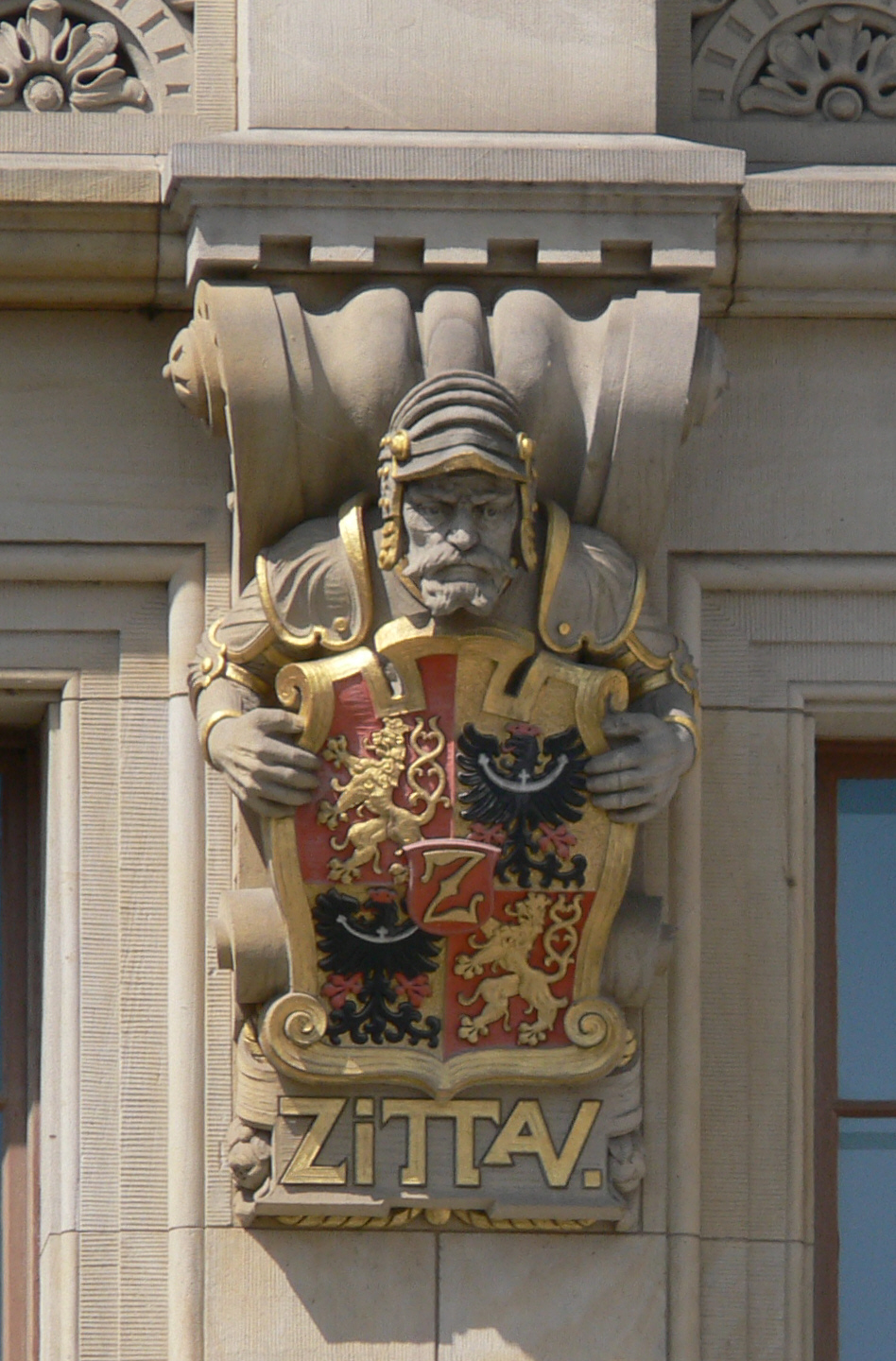
Wappen von Zittau
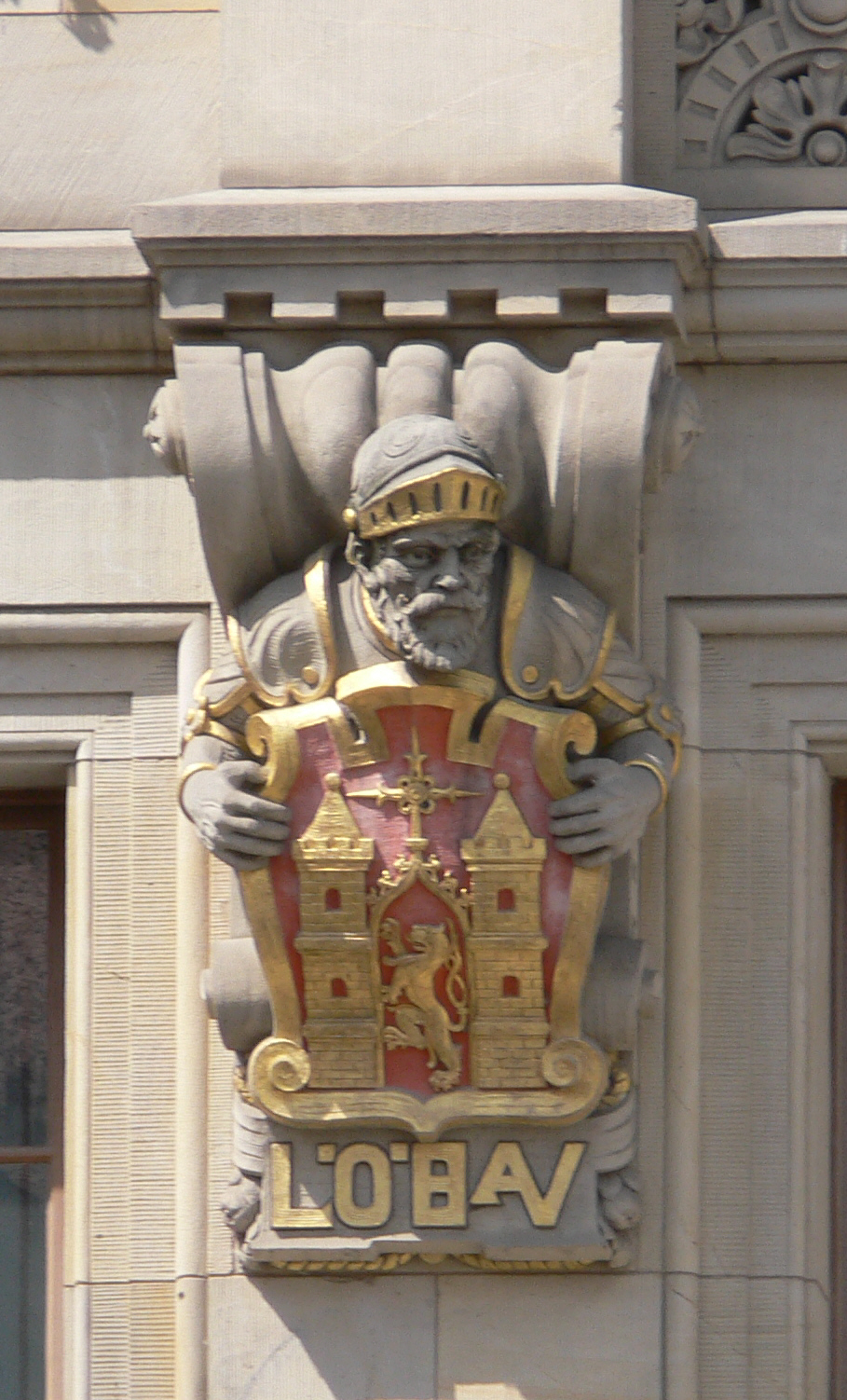
Wappen von Löbau
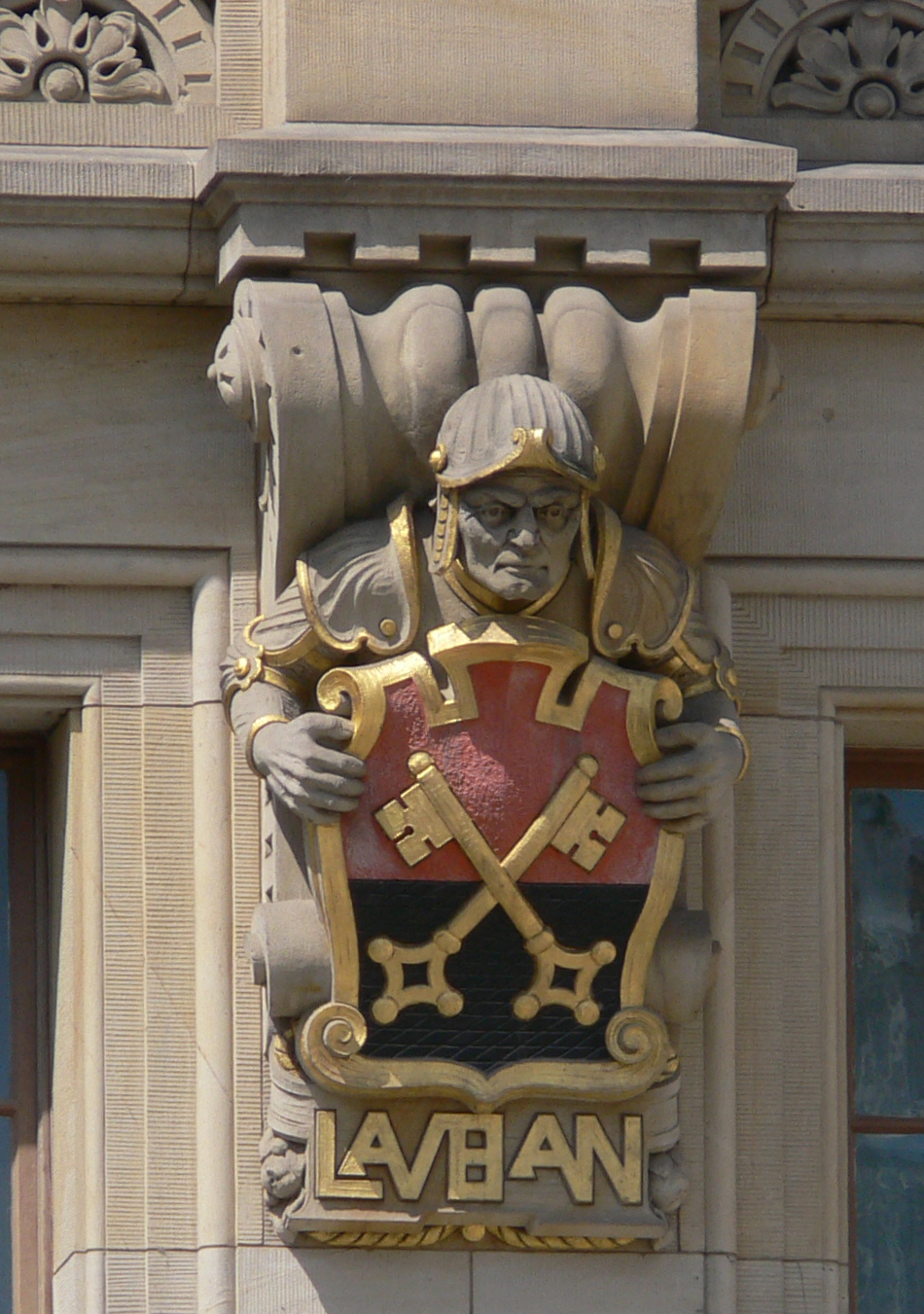
Wappen von Lauban
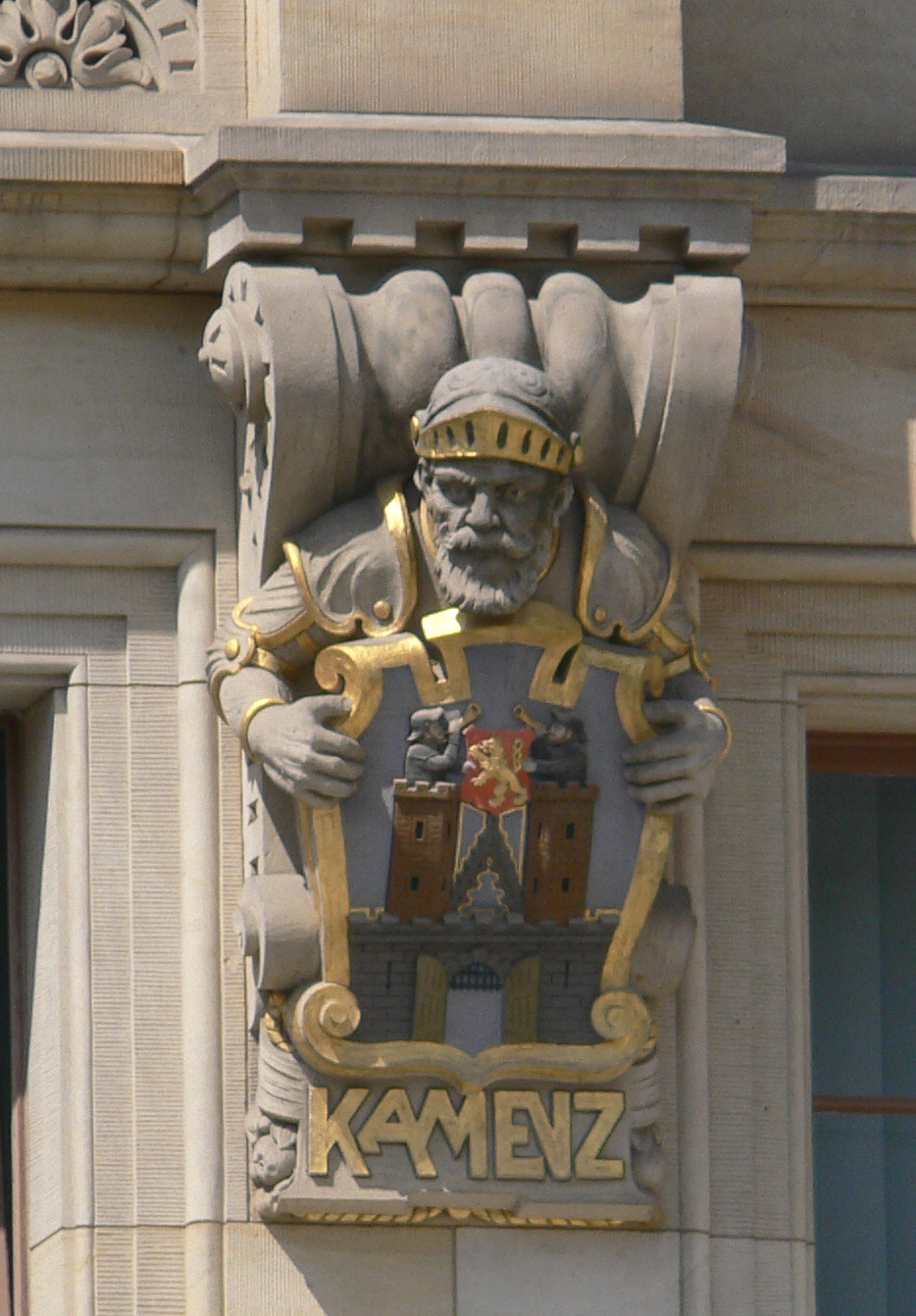
Wappen von Kamenz

### Innenbereich
Der Haupteingang befindet sich seit 1902 am Säulenportal des Untermarkt 8. Ein Portal mit Treppenaufgang führt in das erste Geschoss. Besonders auffällig sind die vielen Höhenversprünge im Inneren, die die Bauübergänge besonders bemerkbar machen. Ein 1977 installierter Paternosteraufzug verbindet fünf Geschosse. 2010 wurde er nach einer Haverie stillgelegt. Die Wartebänke in den Gängen vor den Büros stammen noch teilweise aus der Jugendstilzeit. Vom Portal gelangt man direkt zum Bürgerbüro.

#### Trausaal

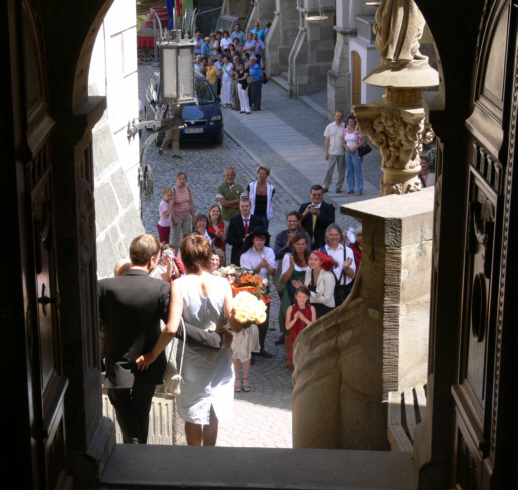
Hochzeitsgesellschaft nach der Trauung im Rathaus

Bevor man vom Bürgerbüro in den Trausaal gelangt, erreicht man den Vorraum. Dieser gehört zum ursprünglichen Komplex des Untermarkt 8. Besonders  auffällig ist die im Raum zwischen den Fenstern erbaute Säule im Renaissancestil. In südlicher Richtung gelangt man zum eigentlichen Trausaal, der zum Gebäude des Untermarkt 7 gehört. Im Saal selbst befindet sich ein barockes dreijochiges Kreuzgratgewölbe. Bereits 1936 wurde der Saal für Trauungen genutzt.

#### Königsstube
Die Königsstube diente als Empfangssaal des Bürgermeisters für Landesherren und hohe Adlige. Sie liegt im 1. Obergeschoss des Untermarkt 6 und ist einer der ältesten Räume des Gebäudes. Sein Eingangsbereich wird von einem spätgotischen Stabwerkprofil geziert. Der Name des Raumes stammt von dem Status Görlitzes als königliche Stadt des Markgraftums Oberlausitz. Deshalb besuchten viele Könige und Kaiser das Rathaus, wie zum Beispiel Kaiser Karl IV., Kaiser Ferdinand I. oder auch König Albert von Sachsen.
Dem Namen entsprechend ist der Raum in höchster Qualität gearbeitet worden. Verzierte Türstöcke aus der Renaissance bilden den Zugang zum Turnzimmer. Das Tonnengewölbe ist mit barocken Stuck aus dem 17. Jahrhundert geschmückt. Das Hauptaugenmerk liegt auf den drei Akanthusranken, die an der Decke entlang gearbeitet worden sind.

#### Ehemalige Stadtsparkasse
Im 1. Obergeschoss des neuen Rathauses befindet sich ein Gang, der ursprünglich der Mittelteil einer dreiachsigen Schalterhalle war. In ihr befand sich die Stadtsparkasse. Die Halle nahm die gesamte Gebäudebreite ein. 1913 zog die Sparkasse in die neuen Geschäftsräume zwischen Berliner Straße und Postplatz. In den 1960er Jahren wurden neue Wände gezogen, um Büroräume zu gewinnen. Der Tresorraum im Nordwesten ist noch immer erhalten.

## Trivia

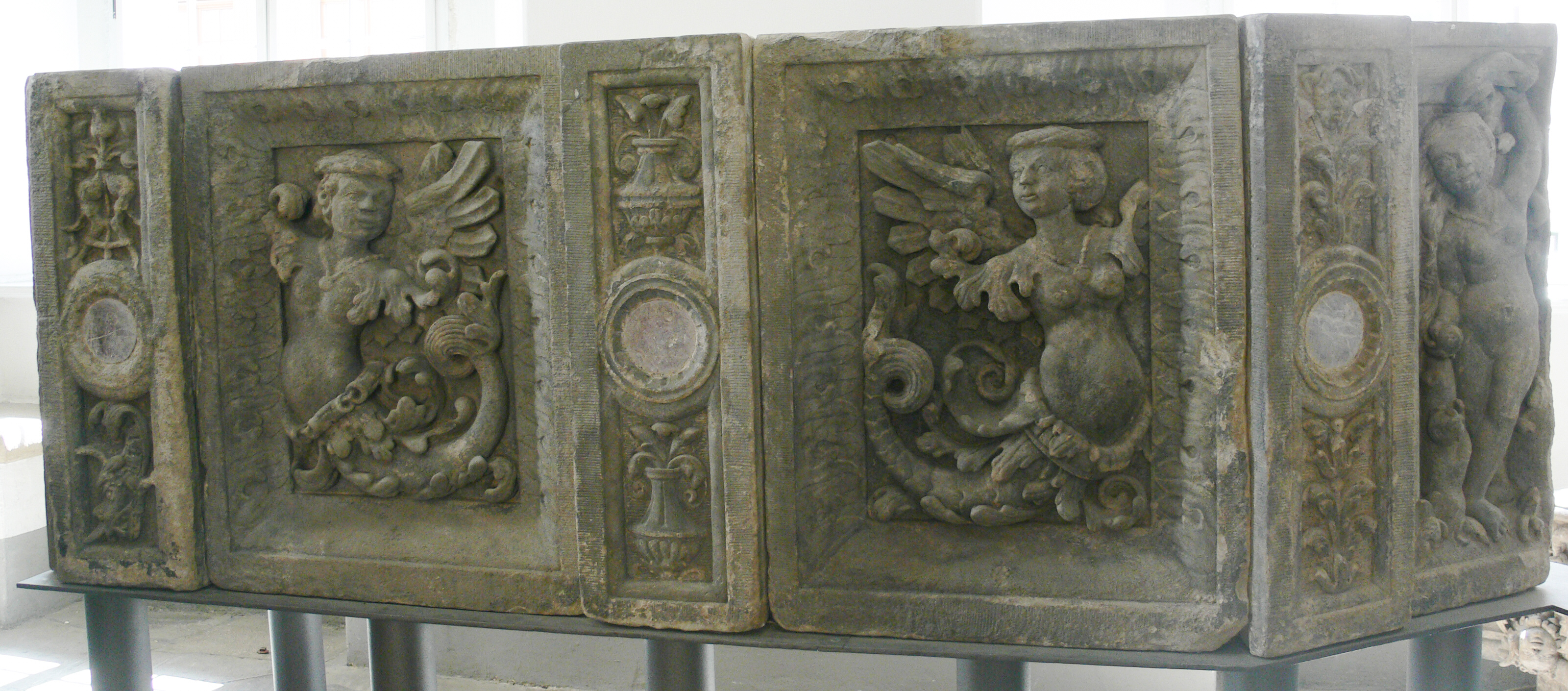
Originalrelief der Treppe, im Inneren ausgestellt

Auffällig sind die im Jahr 1537 mit der Rathaustreppe geschaffenen Schmuckfelder mit Fischsirenen, die sich auch im Wappen des Görlitzer Patriziergeschlechts Emmerich wiederfinden, das über lange Zeit im Rat vertreten war und einige Görlitzer Bürgermeister stellte. Die ‚Emmeriche‘ waren auch mit Franz Schneider, dem Bürgermeister des Jahres 1537, verschwägert.